# Lichtenberg/Erzgeb.
Lichtenberg/Erzgeb. ist eine Gemeinde im Landkreis Mittelsachsen in Sachsen (Deutschland). Mit der Nachbargemeinde Weißenborn/Erzgeb. bildet Lichtenberg die Verwaltungsgemeinschaft Lichtenberg-Weißenborn. Die Abkürzung „Erzgeb.“ steht jeweils für „Erzgebirge“.

## Geographie
Lichtenberg liegt im Tal der Freiberger Mulde. Bei Lichtenberg und seinen beiden Ortsteilen handelt es sich um Waldhufendörfer. Der sieben Kilometer lange Ortsteil Lichtenberg liegt östlich des Flusses an der Gimmlitz, die südlich des Orts zur Talsperre Lichtenberg aufgestaut ist. Weigmannsdorf und Müdisdorf liegen in einem westlichen Nebental.
Höchster Punkt der Gemeinde ist der Burgberg mit 617 m.

### Ortsgliederung
Ortsteile sind Lichtenberg, Weigmannsdorf und Müdisdorf.

## Geschichte

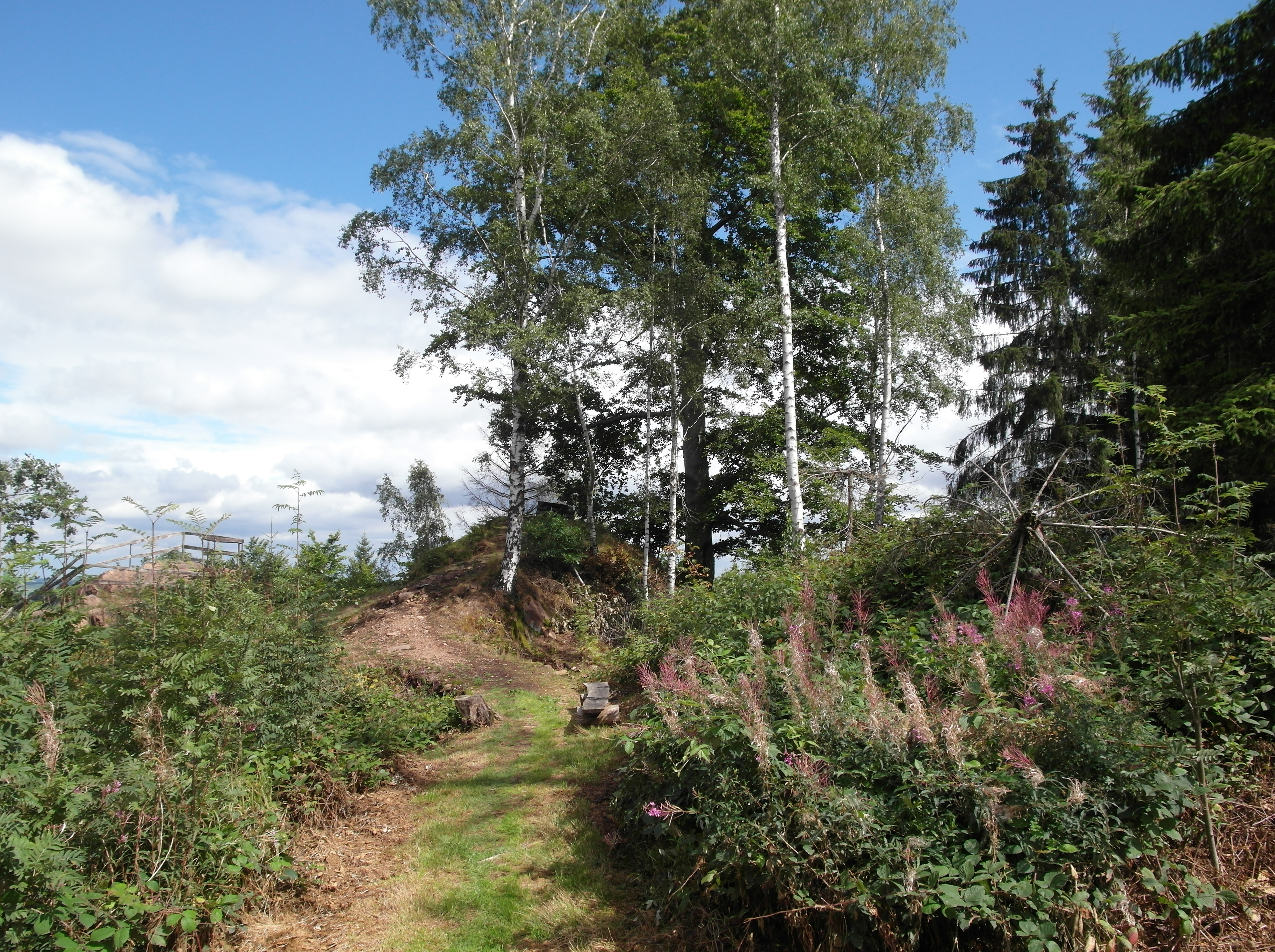
Ehem. Höhenburg auf dem Burgberg Lichtenberg

Lichtenberg wird 1309 erstmals urkundlich als Lichtinberc erwähnt. Die Gründung des Ortes durch fränkische Kolonisten erfolgte aber bereits im 12. Jahrhundert. Im 14. Jahrhundert entstand die Wasserburg Lichtenberg, genannt „Ringelteich“, im Tal, und mutmaßlich auch im 14. Jh. die Höhenburg Lichtenberg auf dem Burgberg.
Um 1445 ist Lichtenberg als Rittersitz genannt und zur Pflege Freiberg gehörig. Das Ortswappen zeigt das Osterlamm wie jenes des Bistums Meißen.
Im Gegensatz zum Nachbarort Weigmannsdorf, der zum Amt Frauenstein gehörte, lag Lichtenberg wie sein heutiger Ortsteil Müdisdorf bis 1856 im kursächsischen bzw. königlich-sächsischen Kreisamt Freiberg. 1506 wurde Lichtenberg durch Kauf zum Freiberger Ratsdorf. Erst 1838 erhielt der Ort die Selbstverwaltung. Ab 1856 gehörte Lichtenberg zum Gerichtsamt Freiberg und ab 1875 zur Amtshauptmannschaft Freiberg.
1912 erfolgte der Anschluss Lichtenbergs ans Elektrizitätsnetz. Mit der zweiten Kreisreform in der DDR kam Lichtenberg im Jahr 1952 zum Kreis Brand-Erbisdorf im Bezirk Chemnitz (1953 in Bezirk Karl-Marx-Stadt umbenannt). Die Talsperre Lichtenberg wurde 1967–1973 erbaut. Am 1. Oktober 1993 erfolgte die Eingemeindung von Weigmannsdorf-Müdisdorf. Im Jahr 1994 kam die Gemeinde Lichtenberg/Erzgeb. vom sächsischen Landkreis Brand-Erbisdorf zum Landkreis Freiberg und 2008 zum Landkreis Mittelsachsen.

### Einwohnerentwicklung
Folgende Einwohnerzahlen beziehen sich auf den 31. Dezember des voranstehenden Jahres mit Gebietsstand Januar 2007:
| 1982 bis 1988 - 1982 – 3.304 - 1983 – 3.256 - 1984 – 3.253 - 1985 – 3.216 - 1986 – 3.194 - 1987 – 3.189 - 1988 – 3.127 | 1989 bis 1995 - 1989 – 3.090 - 1990 – 3.125 - 1991 – 3.078 - 1992 – 3.079 - 1993 – 3.061 - 1994 – 3.127 - 1995 – 3.185 | 1996 bis 2002 - 1996 – 3.184 - 1997 – 3.171 - 1998 – 3.168 - 1999 – 3.137 - 2000 – 3.169 - 2001 – 3.116 - 2002 – 3.087 | 2003 bis 2013 - 2003 – 3.074 - 2004 – 3.060 - 2005 – 3.000 - 2006 – 2.957 - 2007 – 2.897 - 2012 – 2.725 - 2013 – 2.736 |

 Quelle: Statistisches Landesamt des Freistaates Sachsen

## Politik

### Gemeinderat
Seit der Gemeinderatswahl am 9. Juni 2024 verteilen sich die 14 Sitze des Gemeinderates folgendermaßen auf die einzelnen Gruppierungen:
- Freie Wähler Mittelsachsen e. V.: 8 Sitze
- AWG Allgemeine Wählergemeinschaft: 3 Sitze
- CDU: 3 Sitze

| Gemeinderat ab 2024Insgesamt 14 Sitze - FWM: 8 - AWG: 3 - CDU: 3 | Liste                             | 2024   | 2024   | 2019   | 2019   | 2014   | 2014   |
| Gemeinderat ab 2024Insgesamt 14 Sitze - FWM: 8 - AWG: 3 - CDU: 3 | Liste                             | Sitze  | in %   | Sitze  | in %   | Sitze  | in %   |
| Gemeinderat ab 2024Insgesamt 14 Sitze - FWM: 8 - AWG: 3 - CDU: 3 | Freie Wähler Mittelsachsen e. V.  | 8      | 59,6   | 6      | 40,5   | 5      | 35,8   |
| Gemeinderat ab 2024Insgesamt 14 Sitze - FWM: 8 - AWG: 3 - CDU: 3 | AWG Allgemeine Wählergemeinschaft | 3      | 22,8   | 3      | 20,3   | 2      | 16,9   |
| Gemeinderat ab 2024Insgesamt 14 Sitze - FWM: 8 - AWG: 3 - CDU: 3 | CDU                               | 3      | 17,7   | 5      | 39,2   | 7      | 43,9   |
| Gemeinderat ab 2024Insgesamt 14 Sitze - FWM: 8 - AWG: 3 - CDU: 3 | NPD                               | –      | –      | –      | –      | –      | 3,4    |
| Gemeinderat ab 2024Insgesamt 14 Sitze - FWM: 8 - AWG: 3 - CDU: 3 | Wahlbeteiligung                   | 73,3 % | 73,3 % | 65,6 % | 65,6 % | 58,2 % | 58,2 % |

### Bürgermeister
Das Amt des Bürgermeisters hat seit 2001 Steffi Schädlich inne.
| Wahl | Bürgermeister    | Vorschlag        | Wahlergebnis (in %) |
| ---- | ---------------- | ---------------- | ------------------- |
| 2022 | Steffi Schädlich | Schädlich        | 74,4                |
| 2015 | Steffi Schädlich | FW Mittelsachsen | 90,9                |
| 2008 | Steffi Schädlich | AUW              | 61,5                |
| 2001 | Steffi Schädlich | AUW              | 85,6                |

## Kultur und Sehenswürdigkeiten
- siehe auch: Liste der Kulturdenkmale in Lichtenberg/Erzgeb.

### Bauwerke
- Talsperre Lichtenberg: Die ab 1967 zur Trinkwassergewinnung erbaute Talsperre ist das bekannteste Bauwerk der Gemeinde.
- Kirche in Lichtenberg: Die Lichtenberger Kirche wurde 1648 im Stil des Barock erbaut. Die Inneneinrichtung entstand bei einem Umbau 1799. Sehenswert sind die Kassettendecke, ein komplettes Abendmahlgeschirr von 1679 und zwei Epitaphe aus dem 18. Jahrhundert.
- Besucherbergwerk „Trau auf Gott Erbstolln“ in Lichtenberg: Der Ende des 18. Jahrhunderts aufgefahrene Stollen ist insbesondere aus geologischer und markscheiderischer Sicht bemerkenswert. Die Firste wird teilweise durch Flussschotter der Gimmlitz gebildet, zudem verfügt der Stollen über zahlreiche Jahres- und Gangtafeln, Gedinge- und Vortriebszeichen.
- Kirche in Weigmannsdorf: Die im 15. Jahrhundert errichtete Kirche verfügt über sehenswerte Deckengemälde und einen aus Zinn gefertigten Taufstein in Form einer Muschel (1688).
- Wassermühle in Weigmannsdorf: Das bereits 1550 erwähnte Gebäude diente bis 1979 als Holzschleifmühle, wobei die voll funktionsfähige Holzschleiferei bis heute erhalten blieb. Die Mühle war das Elternhaus der sächsischen Hofbildhauer George Heermann und Paul Heermann.

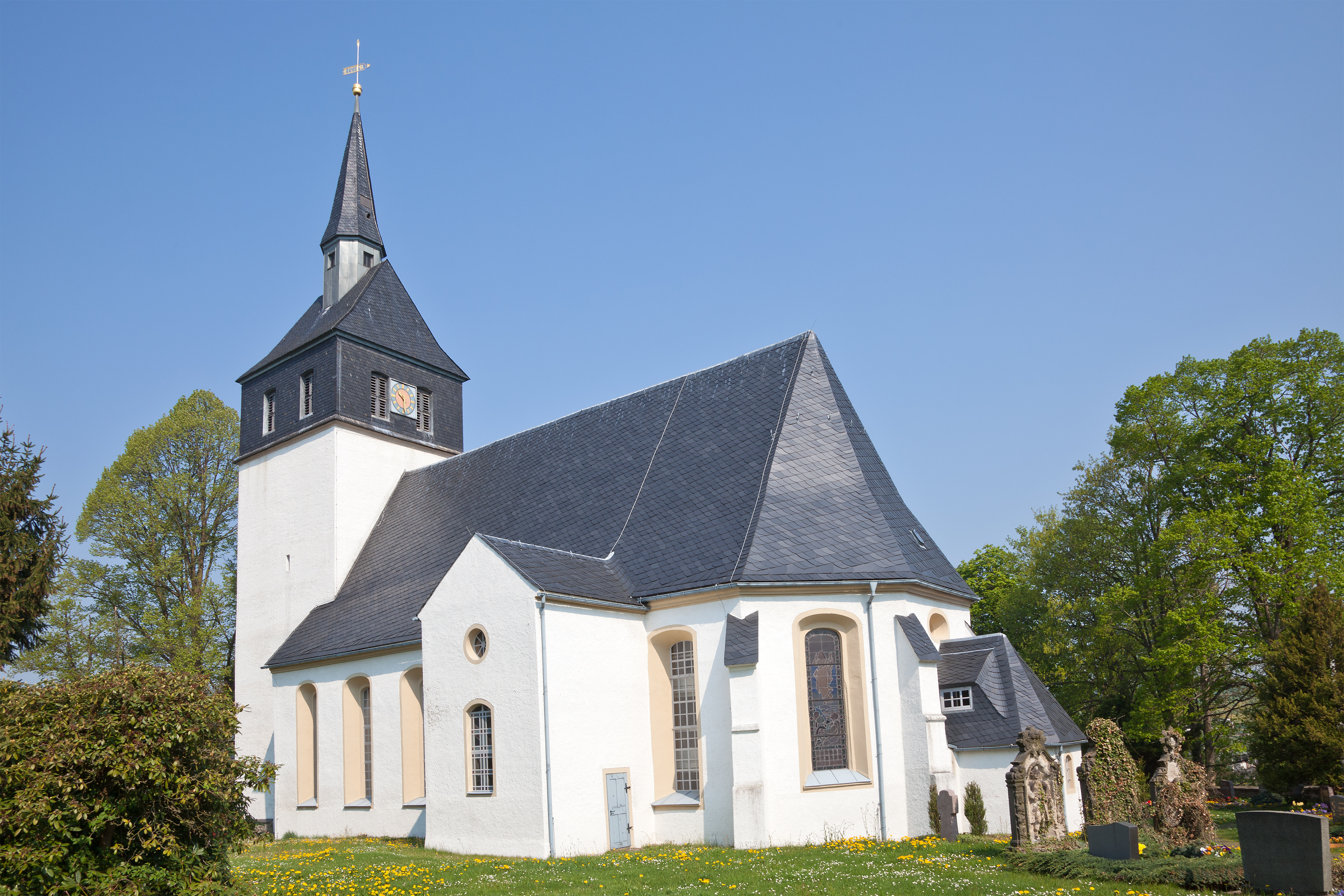
Kirche in Lichtenberg
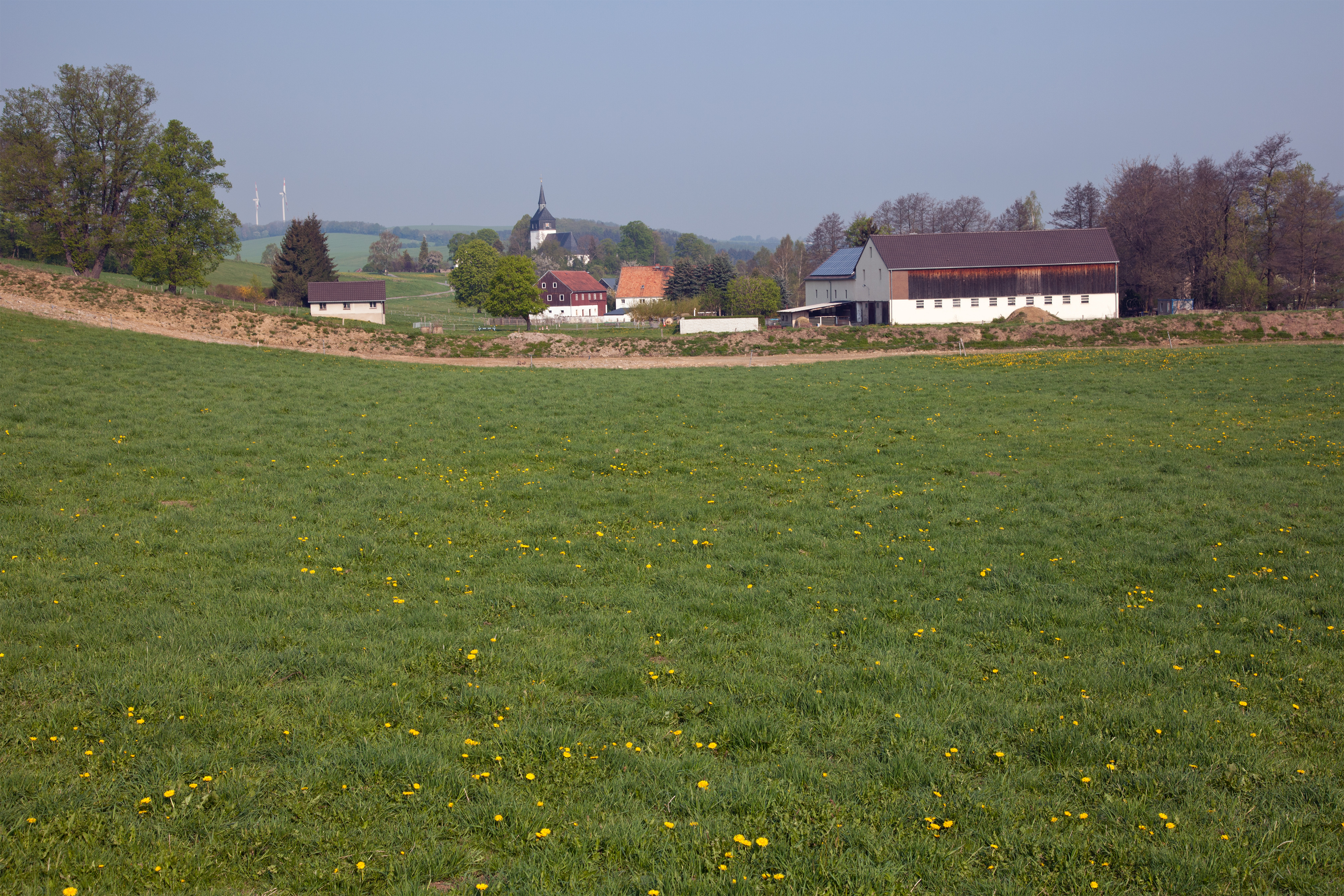
Blick auf den Ort
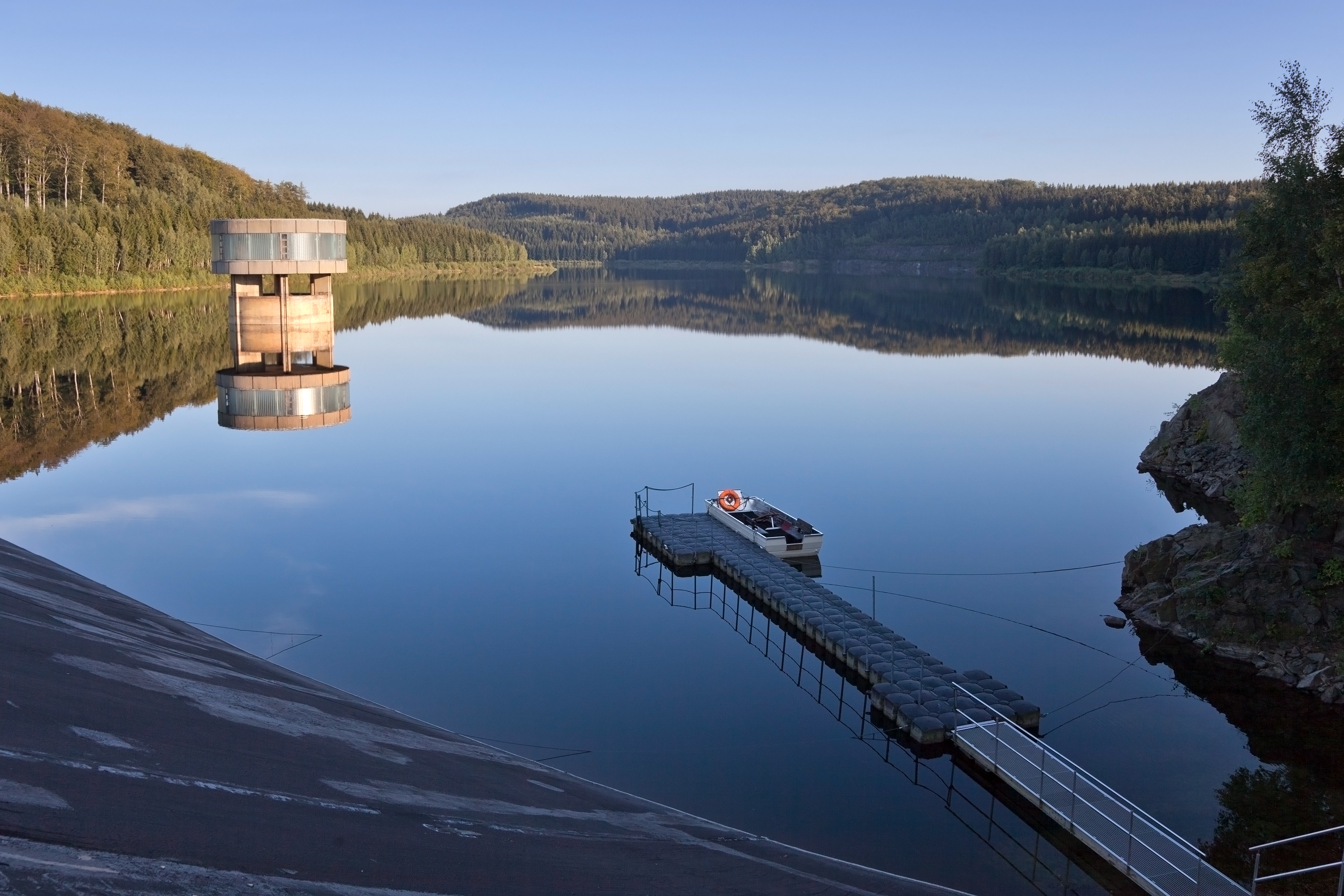
Talsperre Lichtenberg
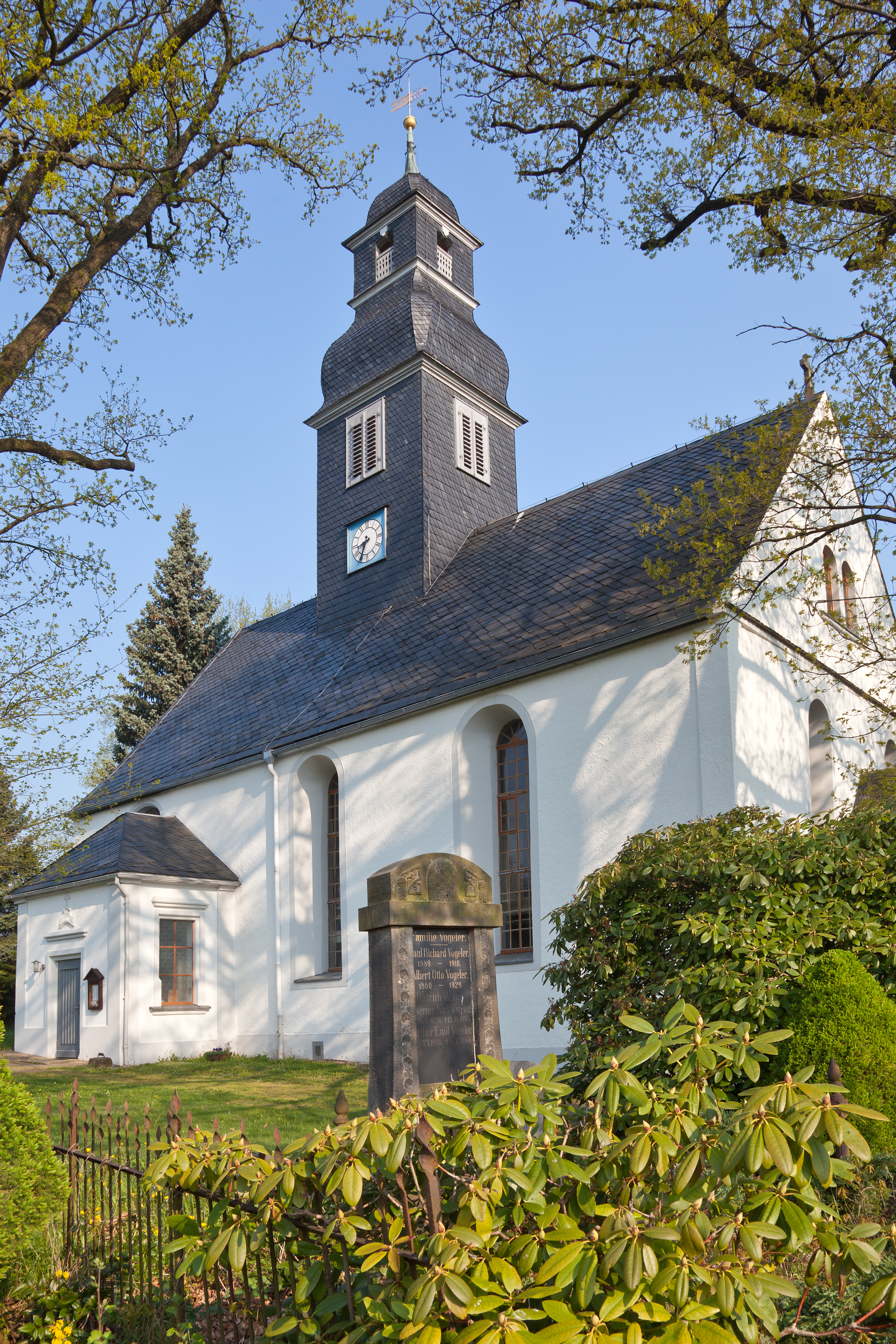
Kirche in Weigmannsdorf
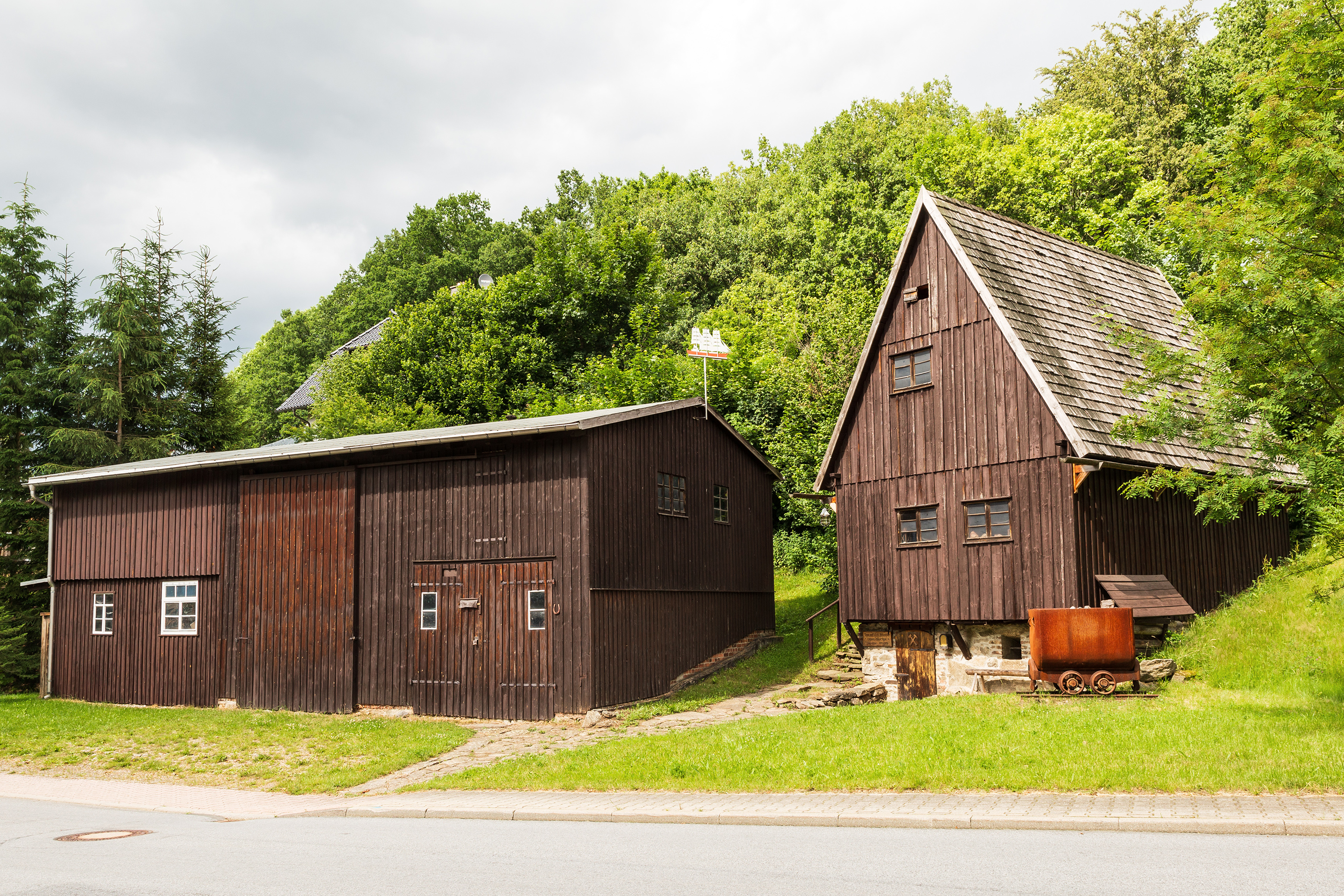
Besucherbergwerk „Trau auf Gott Erbstolln“

## Wirtschaft und Infrastruktur

### Verkehr

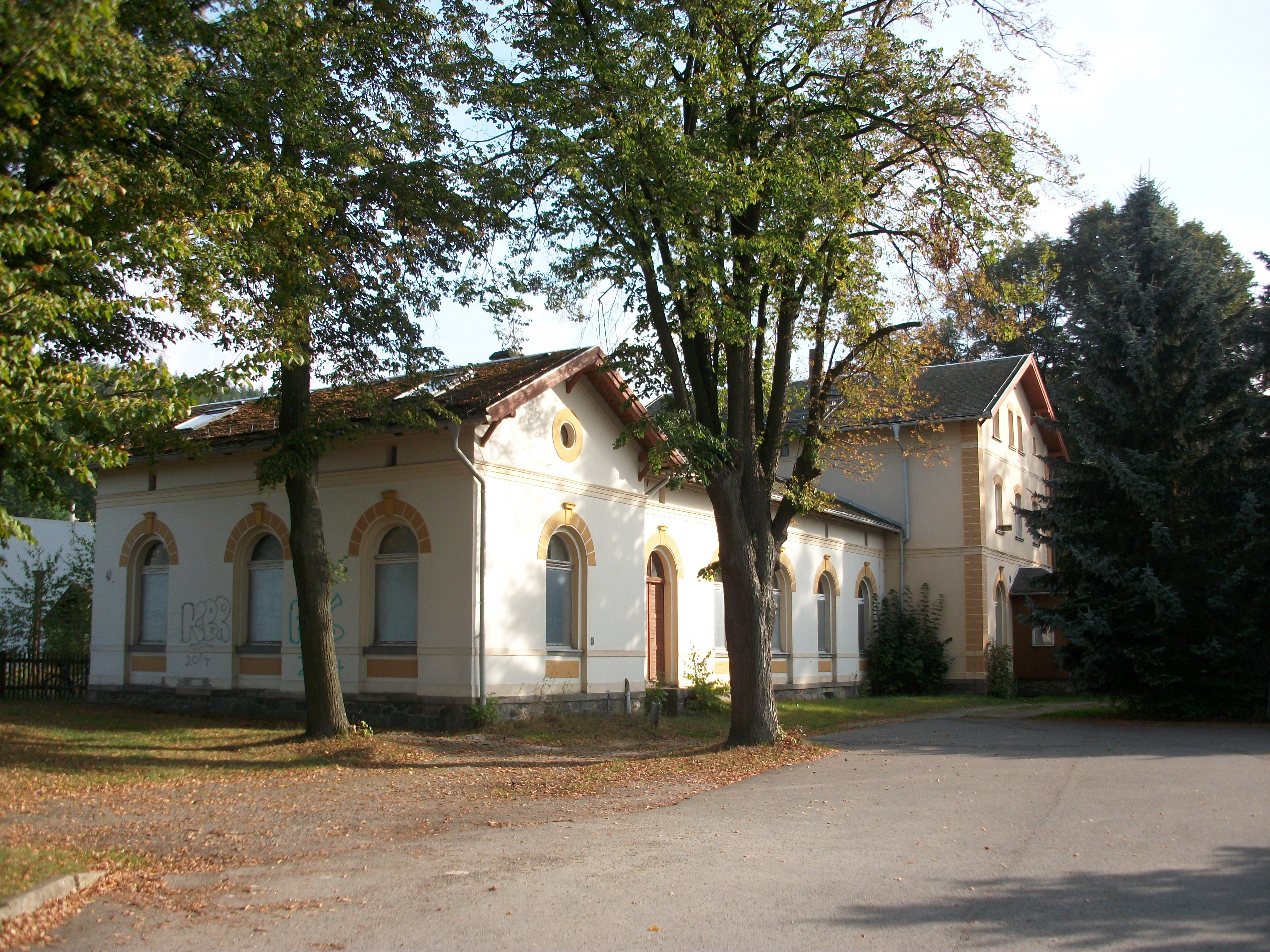
Empfangsgebäude des Bahnhofs Lichtenberg/Erzgeb. (2016)

Die Bahnstrecke Freiberg–Holzhau hat in Lichtenberg einen Haltepunkt.

### Bildung
Lichtenberg besitzt eine Grundschule. Die Gimmlitztalschule Lichtenberg (Mittelschule) wurde 2006 geschlossen.
In Lichtenberg, Nr. 193 c befand sich die BBS des VEB Energiebau (u. a. Ausbildung zum Elektromonteur und Hochspannungsmonteur).

## Persönlichkeiten

### Söhne und Töchter der Gemeinde
- George Heermann (um 1640–1700), Hofbildhauer
- Paul Heermann (1673–1732), Hofbildhauer
- Julius Hoeppner (1839–1893), Illustrator und Aquarellist
- Ludwig Zimmermann (1854–1934), Schauspieler und Theaterleiter
- Volker Uhlig (* 1949), Kommunalpolitiker (CDU)